# Lijst van voetbalinterlands Libië - Niger
Deze lijst van voetbalinterlands is een overzicht van alle officiële voetbalwedstrijden tussen de nationale teams van Libië en Niger. De Afrikaanse buurlanden speelden tot op heden acht keer tegen elkaar. De eerste ontmoeting was een vriendschappelijke wedstrijd op 9 augustus 1992 in Tripoli. Het laatste duel, eveneens een vriendschappelijke wedstrijd, werd gespeeld in Khouribga (Marokko) op 17 oktober 2023.

## Wedstrijden
| № | Plaats     | Datum            | Competitie                           | Wedstrijd     | Uitslag |
| - | ---------- | ---------------- | ------------------------------------ | ------------- | ------- |
| 1 | Tripoli    | 9 augustus 1992  | Vriendschappelijk                    | Libië − Niger | 0 − 0   |
| 2 | Tripoli    | 28 augustus 2008 | Vriendschappelijk                    | Libië − Niger | 6 − 2   |
| 3 | Tripoli    | 17 november 2010 | Vriendschappelijk                    | Libië − Niger | 1 − 1   |
| 4 | Tunis      | 15 november 2013 | Vriendschappelijk                    | Libië − Niger | 1 − 1   |
| 5 | Yaoundé    | 17 januari 2021  | African Championship of Nations 2020 | Libië − Niger | 0 − 0   |
| 6 | Nouakchott | 26 maart 2022    | Vriendschappelijk                    | Niger − Libië | 1 − 2   |
| 7 | Antalya    | 17 november 2022 | Vriendschappelijk                    | Niger − Libië | 2 − 3   |
| 8 | Khouribga  | 17 oktober 2023  | Vriendschappelijk                    | Libië − Niger | 1 − 1   |

## Samenvatting
| Competitie                      | Totaal gespeeld | Winst Libië | Gelijk | Winst Niger | Doelsaldo Libië – Niger |
| ------------------------------- | --------------- | ----------- | ------ | ----------- | ----------------------- |
| African Championship of Nations | 1               | 0           | 1      | 0           | 0 − 0                   |
| Vriendschappelijk               | 7               | 3           | 4      | 0           | 14 − 8                  |
| Totaal                          | 8               | 3           | 5      | 0           | 14 − 8                  |

LFF · A-internationals · Bondscoaches · Libisch vrouwenelftal · Olympisch elftal
1960 – 1969 · 
1970 – 1979 · 
1980 – 1989 · 
1990 – 1999 · 
2000 – 2009 · 
2010 – 2019 ·
2020 − 2029
1964 · 
1965 · 
1966 · 
1967 · 
1968 · 
1969 · 
1970 · 
1971 · 
1972 · 
1973 · 
1974 · 
1975 · 
1976 · 
1977 · 
1978 · 
1979 · 
1980 · 
1981 · 
1982 · 
1983 · 
1984 · 
1985 · 
1986 · 
1987 · 
1988 · 
1989 · 
1990 · 
1991 · 
1992 · 
1993 · 
1994 · 
1995 · 
1996 · 
1997 · 
1998 · 
1999 · 
2000 · 
2001 · 
2002 · 
2003 · 
2004 · 
2005 · 
2006 · 
2007 · 
2008 · 
2009 · 
2010 · 
2011 · 
2012 · 
2013 ·
2014 ·
2015 ·
2016 ·
2017 ·
2018 ·
2019 ·
2020 ·
2021 ·
2022 ·
2023
Algerije ·
Angola ·
Argentinië ·
Bahrein ·
Benin ·
Botswana ·
Burkina Faso ·
Canada ·
Centraal-Afrikaanse Republiek ·
Comoren ·
Congo-Brazzaville ·
Congo-Kinshasa ·
Egypte ·
Equatoriaal-Guinea ·
Ethiopië ·
Gabon ·
Gambia ·
Ghana ·
Griekenland ·
Guinee ·
Indonesië ·
Irak ·
Iran ·
Ivoorkust ·
Jemen ·
Jordanië ·
Kaapverdië ·
Kameroen ·
Kazachstan ·
Kenia ·
Koeweit ·
Lesotho ·
Libanon ·
Liberia ·
Malawi ·
Maleisië ·
Mali ·
Malta ·
Marokko ·
Mauritanië ·
Mauritius ·
Mozambique ·
Myanmar ·
Namibië ·
Niger ·
Nigeria ·
Oeganda ·
Oekraïne ·
Oman ·
Palestina ·
Polen ·
Qatar ·
Rwanda ·
Sao Tomé en Principe ·
Saoedi-Arabië ·
Senegal ·
Seychellen ·
Soedan ·
Swaziland ·
Syrië ·
Tanzania ·
Thailand ·
Togo ·
Tsjaad ·
Tunesië ·
Turkije ·
Uruguay ·
Verenigde Arabische Emiraten ·
Wit-Rusland ·
Zambia ·
Zimbabwe ·
Zuid-Afrika ·
Zuid-Korea
FNF · Nigerees vrouwenelftal
Interlands
Tegenstander:
Algerije ·
Angola ·
Benin ·
Botswana ·
Burkina Faso ·
Burundi ·
Congo-Brazzaville ·
Congo-Kinshasa ·
Djibouti ·
Egypte ·
Equatoriaal-Guinea ·
Ethiopië ·
Gabon ·
Gambia ·
Ghana ·
Guinee ·
Ivoorkust ·
Kaapverdië ·
Kameroen ·
Lesotho ·
Liberia ·
Libië ·
Madagaskar ·
Mali ·
Marokko ·
Mauritanië ·
Mozambique ·
Namibië ·
Nigeria ·
Oeganda ·
Oekraïne ·
Senegal ·
Sierra Leone ·
Soedan ·
Somalië ·
Swaziland ·
Tanzania ·
Togo ·
Tsjaad ·
Tunesië ·
Zambia ·
Zuid-Afrika